# Fullerö (äpple)
Fullerö är en äppelsort som är mestadels gul, och med röda prickar. Detta äpple har god motståndskraft mot sjukdomar. Fullerö är ett vinteräpple. Köttet på detta äpple är gult, och smaken är saftig och eterisk. Äpplet är bra för såväl för att ätas i handen, som att användas i köket för matlagning. I Sverige odlas Fullerö gynnsammast i zon I-IV.